# Lilas Traïkia
Lilas Traïkia, née le 6 août 1985 à Lavaur (Tarn), est une footballeuse internationale française évoluant au poste d'attaquant.

## Carrière

### Carrière en club
Lilas Traïkia débute en première division lors de la saison 2000-2001 avec le Toulouse OAC ; elle est sacrée championne de France. Elle réalise le doublé Coupe-Championnat en 2002 avec le Toulouse FC, qu'elle quitte en 2006 pour rejoindre l'ASPTT Albi. En 2012, elle retourne au Toulouse FC pour une saison.
Lilas Traïkia évolue de 2013 à 2016 au FCF Juvisy puis s'engage avec le FCF Val d'Orge, devenu le Football Club Fleury 91 après le transfert des droits sportifs.
En 2019, elle s'engage avec le FF Issy.

### Carrière en sélection
Lilas Traïkia dispute la phase finale du championnat d'Europe des moins de 19 ans 2002, dont la finale est perdue par les Françaises. Elle joue ensuite deux matches lors de la Coupe du monde des moins de 19 ans 2002 (la France est éliminée en phase de groupes). Elle remporte le championnat d'Europe des moins de 19 ans 2003.
Elle compte cinq sélections avec l'équipe de France féminine de football, de 2006 à 2008.
Appelée lors du stage de préparation de l'Équipe d'Algérie féminine de football pour la CAN 2014, elle ne participe finalement pas à la compétition,,.

## Palmarès
- Championne de France en 2001 et 2002 avec le Toulouse FC
- Vainqueur du Challenge de France en 2002 avec le Toulouse FC
- Vainqueur du championnat d'Europe des moins de 19 ans 2003 avec l'équipe de France des moins de 19 ans
- Finaliste du championnat d'Europe des moins de 19 ans 2002 avec l'équipe de France des moins de 19 ans